# Gyagilevói légibázis
A Gyagilevói légibázis (oroszul: авиабаза Дягилево) katonai repülőtér Oroszországban. Rjazany nyugati részén, annak Gyagilevo városrészében (1972-ig önálló falu volt) található. A légibázison az Il−78-as repülőgépekkel felszerelt 203. önálló légiutántöltő gárdaezred, valamint a Tu–22M3 és Tu–95MSZ bombázókkal felszerelt 34. harci alkalmazási és átképzési központ. A légibázis területén található a Távolsági Légierő Múzeuma, a repülőtértől északra helyezkedik el a 360. repülőgépjavító üzem.